# Шарп, Алекс
Александер Иэн Шарп (англ. Alexander Ian Sharp; род. 2 февраля 1989, Вестминстер, Лондон, Англия) — английский актёр театра и кино, наиболее известный по роли Кристофера Буна в бродвейской постановке пьесы «Загадочное ночное убийство собаки», а также главной роли в фантастической мелодраме «Как разговаривать с девушками на вечеринках». Лауреат премии «Тони».

## Ранние годы
Шарп родился в Вестминстере, Лондон, и рос, путешествуя в трейлере по Европе и Юго-Западу США, прежде чем переехать в Девон, Англия, в возрасте восьми лет. Его воспитывали мать, учительница, и отец, который работал в сфере недвижимости, пока семья не переехала в Англию. У Алекса есть сестра Николь. Мать Шарпа обучала его на дому как «строгим, так и неортодоксальным» урокам. По возвращении в Девон он не смог приспособиться к традиционной школьной среде и в конце концов уехал из Англии в возрасте 18 лет.
Шарп с раннего детства мечтал стать актёром. По данным The Irish Mirror, его актёрский дебют состоялся в 4 года в детективном сериале «A Touch of Frost». По данным The Daily Beast, в возрасте 7 лет он дебютировал в роли Пятачка в детской постановке «Винни-Пух». Шарп учился в колледже Yeovil в Сомерсете, а также посещал общеобразовательную школу Beaminster в Девоне.
В 2008 году Алекс некоторое время жил в Северной Америке, работая в колл-центрах, плотником и разнорабочим. Решив стать актёром, Шарп поступил в Джульярдскую школу. Во время учёбы он написал и поставил пьесу-адаптацию «Заводного апельсина». В 2014 году Шарпу выдали диплом бакалавра изящных искусств.

## Карьера
После окончания Джульярдской школы, летом 2014 года Шарп дебютировал на Бродвее в пьесе «Загадочное ночное убийство собаки», за что был удостоен премии «Тони» в категории «Лучшая мужская роль в пьесе». До сих пор Алекс Шарп является самым молодым лауреатом «Тони» в этой категории.
В 2017 году Шарп снялся в фильме Джона Камерона Митчелла «Как разговаривать с девушками на вечеринках» в компании Николь Кидман, Эль Фэннинг и Рут Уилсон. В том же году вместе с Лили Коллинз и Киану Ривзом Шарп сыграл в драме «До костей» режиссёра Марти Ноксона. Лента была выпущена на Netflix 14 июля 2017 года.
Известно, что Алекс присоединился к актёрскому составу приквела «Игры престолов».
В 2020 году актёр снялся в триллере Аарона Соркина «Суд над чикагской семёркой», а также в мелодраме «Солнце в ночи», где его партнёрами по съемочной площадке стали Дженни Слейт, Джессика Хект, Зак Галифианакис и Джиллиан Андерсон.

## Фильмография
| Год  |   | Русское название                            | Оригинальное название           | Роль             |
| ---- | - | ------------------------------------------- | ------------------------------- | ---------------- |
| 2017 | с | До костей                                   | To the Bone                     | Люк              |
| 2016 | ф | Как разговаривать с девушками на вечеринках | How to Talk to Girls at Parties | Йенн             |
| 2018 | ф | Начинай бежать                              | Better Start Running            | Харли            |
| 2018 | ф | НЛО                                         | UFO                             | Дерек            |
| 2019 | ф | Солнце в ночи                               | The Sunlit Night                | Яша              |
| 2019 | ф | Отпетые мошенницы                           | The Hustle                      | Томас Уэстерберг |
| 2020 | ф | Суд над чикагской семёркой                  | The Trial of the Chicago 7      | Ренни Дэйвис     |
| 2020 | с | Птица доброго Господа                       | The Good Lord Bird              | проповедник      |
| 2022 | ф | Жить                                        | Living                          | Питер Уэйклинг   |
| 2023 | ф | Одна жизнь                                  | One Life                        | Тревор Чедвик    |
| 2024 | с | Задача трёх тел                             | 3 Body Problem                  | Уилл Даунинг     |